# Joanna Bobin
Joanna Loise Bobin, auch Jo Bobin, (* 1973 in Abingdon-on-Thames) ist eine britische Schauspielerin.

## Leben
Joanna Bobin wurde 1973 in Abingdon-on-Thames geboren. Sie ist die Tochter von David Bobin, einem Journalisten, und Schwester von Regisseur James Bobin.
1982 hatte Bobin mit zwei Folgen in der Fernsehserie Take Three Women ihr Fernsehdebüt. 2007 hatte sie ihre erste Filmrolle in The Scum Also Rises. 2020 bis 2024 erhielt sie in der Fernsehserie Bridgerton eine wiederkehrende Rolle. Ihr Schaffen für Film und Fernsehen umfasst mehr als drei Dutzend Produktionen.

## Filmografie
- 1982: Take Three Women (Fernsehserie, 2 Folgen)
- 2001: Comedy Lab (Fernsehserie, Folge 4x02)
- 2001: TV Go Home (Fernsehserie)
- 2002: Fun at the Funeral Parlour (Fernsehserie, Folge 2x01)
- 2003: The Richard Taylor Interviews (Fernsehserie, 6 Folgen)
- 2003: The Pilot Show (Fernsehserie, Folge 1x02)
- 2004: The Smoking Room (Fernsehserie, Folge 1x07)
- 2004: Mile High (Fernsehserie, Folge 2x14)
- 2005: Twisted Tales (Fernsehserie, Folge 1x10)
- 2005: The Robinsons (Fernsehserie, Folge 1x06)
- 2005: Broken News (Miniserie, 6 Folgen)
- 2007: The Scum Also Rises (Fernsehfilm)
- 2007: Butchered – Keiner kann entkommen (Steel Trap)
- 2007–2011: Secret Diary of a Call Girl (Fernsehserie, 10 Folgen)
- 2008: Doctors (Fernsehserie, Folge 9x199)
- 2008: The Bill (Fernsehserie, Folge 24x36)
- 2008: Meebox (Fernsehfilm)
- 2008: Genie in the House (Un genio en casa, Fernsehserie, Folge 3x04)
- 2009–2010: Hustle – Unehrlich währt am längsten (Hustle, Fernsehserie, 2 Folgen)
- 2010: Holby City (Fernsehserie, 3 Folgen)
- 2010: Rev. (Fernsehserie, Folge 1x05)
- 2010: The Perfect Burger
- 2011: Late Bloomers
- 2013: Not Going Out (Fernsehserie, Folge 6x05)
- 2013: Which Is Witch (Fernsehserie, 4 Folgen)
- 2014: Casualty (Fernsehserie, Folge 28x23)
- 2015: Ein plötzlicher Todesfall (The Casual Vacancy, Miniserie, Folge 1x03 Ein Scherbenhaufen)
- 2015: Im Himmel trägt man hohe Schuhe (Miss You Already)
- 2016: Mr Selfridge (Fernsehserie, 3 Folgen)
- 2016: Der Spion und sein Bruder (Grimsby)
- 2016: Alice im Wunderland: Hinter den Spiegeln (Alice Through the Looking Glass)
- 2018: Collateral (Miniserie, 2 Folgen)
- 2019: Timewasters (Fernsehserie, Folge 2x04)
- seit 2020: Bridgerton (Fernsehserie)
- 2021: Gunpowder Milkshake
- 2022: Massive Talent (The Unbearable Weight of Massive Talent)